# 暢璀
暢 璀（ちょう さい、生年不詳 - 775年）は、唐代の官僚。本貫は河中府河東県。

## 経歴
進士に及第した。天宝末年、安禄山の推挙により河北海運判官となった。三度異動して大理寺評事となり、副元帥の郭子儀に召し出されて従事をつとめた。至徳元載（756年）、粛宗が即位すると、暢璀は推薦を受けて諫議大夫に任じられた。吏部侍郎に転じた。広徳2年（764年）12月、散騎常侍・河中尹となり、御史大夫を兼ねた。永泰元年（765年）、左散騎常侍となり、裴冕とともに集賢院待詔をつとめた。大暦5年（770年）、判太常寺卿を兼ね、戸部尚書に転じた。大暦10年（775年）7月、死去した。太子太師の位を追贈された。
子に暢当があった。

## 伝記資料
- 『旧唐書』巻111 列伝第61